# Kapitalerhöhung
Unter Kapitalerhöhung werden sämtliche Kapitalmaßnahmen verstanden, die auf eine Erhöhung des Eigenkapitals von Unternehmen abzielen und sowohl als Innenfinanzierung als auch im Wege der Außenfinanzierung durchgeführt werden können. Das Gegenteil ist die Kapitalherabsetzung.
Kapitalerhöhungen beruhen zumeist auf betriebswirtschaftlichen Ursachen und betreffen überwiegend Kapitalgesellschaften, weil deren Kapitalbedarf hoch ist und deren Haftungsmasse im Regelfall auf das Vermögen der Gesellschaft beschränkt ist (eine gesonderte Haftung der Gesellschafter über die Einlagepflicht hinaus besteht nicht). Bei Personenhandelsgesellschaften besteht neben dem Vermögen der Gesellschaft noch die unbeschränkte Haftung des Privatvermögens der voll haftenden Gesellschafter. Das sind Gründe dafür, dass Kapitalerhöhungen ausführlich im Aktiengesetz geregelt sind, das für Aktiengesellschaften und Kommanditgesellschaften auf Aktien gilt. Das AktG ist für kapitalstarke Unternehmen konzipiert, sodass Kapitalerhöhungen eine wesentliche Quelle ihrer Finanzierung darstellen. Der Gesetzgeber hat für andere Rechtsformen lediglich fragmentarische Kapitalerhöhungsvorschriften geschaffen.

## Gründe für Kapitalerhöhungen
Bei der Umwandlung irgendeiner Rechtsform in eine Aktiengesellschaft kommt es oft zu Kapitalerhöhungen, weil die AG als kapitalintensivste Rechtsform gilt und deshalb rechtsformbedingter Nachholbedarf gesehen wird. Kapitalerhöhungen sind aus betriebswirtschaftlichen Gründen erforderlich, wenn Investitionen geplant sind (Sachinvestitionen oder Beteiligungserwerb) und deren bisherige Deckungsquote durch Eigenkapital erhalten bleiben soll. Ohne besondere Investitionspläne kommt es zu Erhöhungen des Eigenkapitals, wenn aus Bonitätsgründen eine Steigerung der Eigenkapitalquote zur Verbesserung der Bilanzstruktur erforderlich ist oder der Anteil des Fremdkapitals gesenkt werden soll, um die Zinsbelastungen zu reduzieren (finance leverage). Letzteres führt zu einer tendenziell günstigeren Ertragslage, sodass der betriebliche Break-even bei geringerem Fixkostenniveau früher erreicht wird (englisch operating leverage).

## Kapitalerhöhungen bei der AG
Das Aktiengesetz befasst sich in den §§ 182 bis 206 AktG sehr ausführlich mit den verschiedenen Arten der Kapitalerhöhung. Generell wird dabei unterschieden zwischen der effektiven und der nominellen Kapitalerhöhung. Effektive Kapitalerhöhungen führen zu einer betraglichen Erhöhung des Eigenkapitals, nominelle bedeuten lediglich eine Verschiebung zu Lasten der Rücklagen und zu Gunsten des Grundkapitals (Passivtausch). Allen Kapitalerhöhungen ist gemeinsam, dass sie vorher durch die Hauptversammlung zu beschließen sind und erst rechtswirksam werden, wenn sie in das Handelsregister eingetragen worden sind.

### Effektive Kapitalerhöhung
Hier unterscheidet das Gesetz die ordentliche, bedingte und genehmigte Kapitalerhöhung. Diese Formen stellen Außenfinanzierung dar, weil der Mittelzufluss von Quellen außerhalb der Gesellschaft erfolgt.
- Den Regelfall der Kapitalerhöhung bildet der Zufluss neuen Kapitals durch eine ordentliche Kapitalerhöhung (§§ 182 bis § 191 AktG). Sie setzt einen satzungsändernden Beschluss der Hauptversammlung voraus (§ 182 AktG) und wird durch Ausgabe junger Aktien zu einem festgelegten Emissionskurs, der nicht unter dem Nennwert liegen darf (§ 9 AktG), umgesetzt.
- Bedingte Kapitalerhöhung (§ 192 bis § 201 AktG) liegt vor, wenn nach einem entsprechenden Hauptversammlungs-Beschluss die Erhöhung des Grundkapitals nur insoweit durchgeführt werden soll, als von einem Umtausch- oder Bezugsrecht durch Aktionäre Gebrauch gemacht wird (§ 192 AktG). Sie sichert Ansprüche auf Aktien, die sich aus Umtausch- und Bezugsrechten von Wandelobligationen oder Aktienoptionsprogrammen ergeben, bereitet Fusionen vor oder ermöglicht die Gewährung von Bezugsrechten an Arbeitnehmer der Gesellschaft (Mitarbeiter-Kapitalbeteiligung) zum Bezug neuer Aktien.
- Durch das genehmigte Kapital (§ 202 bis § 206 AktG) ermächtigt die Hauptversammlung den Vorstand für längstens fünf Jahre, das Grundkapital um maximal 50 % des bisherigen Grundkapitals zu erhöhen. Es dient der Erleichterung der Kapitalbeschaffung und gewährt dem Vorstand die Möglichkeit, den richtigen Zeitpunkt für die Kapitalerhöhung auszuwählen (Kapitalmarktverhältnisse zum Emissionszeitpunkt), ohne einen erneuten Beschluss durch die Hauptversammlung einholen zu müssen.

### Formen der effektiven Kapitalerhöhung
Grundsätzlich gibt es zwei Formen von Kapitalerhöhungen:
- Bezugsrechtsemissionen, bei denen Altaktionäre Bezugsrechte auf eine Beteiligung an der Kapitalerhöhung (also den Kauf neuer, zusätzlicher Aktien) erhalten. Dadurch können die Altaktionäre ihre prozentuale Beteiligung an der Aktiengesellschaft auf gleichem Stand halten und unterliegen nicht dem Verwässerungseffekt.
- Kapitalerhöhungen unter Ausschluss des Bezugsrechts.

Zur Durchführung einer Kapitalerhöhung sind verschiedene Wege denkbar.
- Beim Bookbuilding-Verfahren wird nach einer Werbephase genau wie bei einem Börsengang eine Zeichnungsfrist gesetzt, die dann später in die Zuteilung der jungen Aktien mündet.
- Beim Block Trade hingegen werden die gesamten jungen Aktien an eine Investmentbank verkauft, die diese wiederum auf eigenes Risiko im Markt zu platzieren versucht.
- Die dritte Variante, die sich in den letzten Jahren mehr und mehr etabliert hat, ist das Accelerated Bookbuilding, bei dem die jungen Aktien in kurzer Zeit (je nach Marktlage oft in wenigen Stunden bis zu 1–2 Tagen) an interessierte Investoren verkauft werden.

Dividendenausschüttungen können in zeitlicher Kombination mit einer ordentlichen Kapitalerhöhung beim so genannten „Schütt' aus-hol' zurück“-Verfahren genutzt werden, wenn die Steuerlast bei der Gewinnthesaurierung höher ist als bei der Dividendenausschüttung. Deshalb hat das „Schütt' aus-hol' zurück“-Verfahren durch die Steuerreform 2000 in Deutschland stark an Bedeutung verloren.

### Nominelle Kapitalerhöhung
Nominelle Kapitalerhöhungen werden aus Gesellschaftsmitteln bestritten (§§ 207 bis § 220 AktG) und sind deshalb Innenfinanzierungen. Umwandlungsfähig bei Kapitalerhöhungen aus Gesellschaftsmitteln sind nur die Gewinn- und Kapitalrücklagen des letzten festgestellten Jahresabschlusses. Die „anderen“ Rücklagen dürfen – mit Ausnahme bei einem vorhandenen Bilanzverlust oder Verlustvortrag (§ 208 Abs. 2 AktG) – vollständig umgewandelt werden; die gesetzlichen Rücklagen und Kapitalrücklagen hingegen nur dann, soweit sie zusammen 10 % des Grundkapitals überschreiten (§ 208 Abs. 1 AktG).
Die der Kapitalerhöhung vorausgehende Bilanz muss geprüft sein und darf maximal 8 Monate zurückliegen (§ 209 Abs. 1 AktG). Zudem muss bei der Anmeldung der Kapitalerhöhung versichert werden, dass seit dem Bilanzstichtag keine Verschlechterung der Vermögenssituation eingetreten ist.
Die nominelle Kapitalerhöhung geschieht technisch durch die Emission von Gratisaktien (Berichtigungsaktien). Hierbei kommt es zu keinem Mittelzufluss (Passivtausch), weil die Aktionäre keine Bareinlagen zu leisten haben. Durch die Ausgabe von Gratisaktien bleibt der Gesamtwert des Unternehmens unverändert, er wird jedoch auf mehr Aktien verteilt, wodurch der Kurs der einzelnen Aktie sinkt. Die Aktionäre erhalten durch die nominelle Kapitalerhöhung mithin nichts geschenkt; die Bezeichnung Gratisaktien ist deshalb irreführend.
Grund für diese Form ist die Senkung eines hohen Aktienkurses („schwere Aktien“) zur Verbesserung der Börsenattraktivität. Auch nominelle Kapitalerhöhungen werden erst durch Eintragung ins Handelsregister wirksam (§ 211 AktG), wobei gesetzlich fingiert wird, dass die neuen Aktien voll einbezahlt sind.

## Kapitalerhöhung bei der GmbH
Die effektive Kapitalerhöhung setzt nach § 55 GmbHG einen satzungsändernden Erhöhungsbeschluss, Übernahme der zu leistenden Stammeinlage und Eintragung ins Handelsregister voraus. Da ein Recht zur Teilnahme an einer effektiven Kapitalerhöhung für die alten Gesellschafter kraft Gesetzes nicht besteht (kein gesetzliches Bezugsrecht wie bei der AG), sind Änderungen der Beteiligungsquoten und auch Vermögensverluste möglich, sofern der Gesellschaftsvertrag hierzu keine Regelungen trifft. Eine „mittelbare“ Art der Kapitalerhöhung stellt die Möglichkeit der Einforderung von Nachschüssen dar (§ 27 und § 28 GmbHG), die die Kapitalerhöhung bei der GmbH erheblich vereinfacht.

## Kapitalerhöhung bei anderen Rechtsformen
Bei Personengesellschaften müssen, soweit die Satzung nichts anderes vorschreibt, einer Kapitalerhöhung alle Gesellschafter in der Gesellschafterversammlung zustimmen, weil eine Verschiebung der Anteilsverhältnisse eintreten kann. Danach erfolgt die Kapitalerhöhung durch formlose Zuschreibung der zugeführten Eigenkapitalbeträge auf dem variablen Eigenkapitalkonto der Gesellschafter (§ 120 HGB) oder durch die Nichtentnahme von Jahresüberschüssen. Erhöhungen der nominell gebundenen Einlagen der Kommanditisten bedürfen hingegen der Eintragung ins Handelsregister (§ 175 HGB). Kapitalerhöhungen durch Aufnahme neuer Gesellschafter führen dazu, dass die neuen Gesellschafter auch für die bisherigen Verbindlichkeiten der Gesellschaft haften (§§ 28, 130, 173 HGB).
Die Übernahme neuer Geschäftsanteile erfolgt bei der Genossenschaft durch die bisherigen oder durch neue Mitglieder (§§ 15, § 15a und § 15b GenG). Die hierzu erforderliche Beitrittserklärung ist dem Genossenschaftsregister einzureichen. 

## Kapitalerhöhung durch stille Gesellschafter
Die Aufnahme stiller Gesellschafter führt zu einem Mittelzufluss und ist in den §§ 230 bis § 236 HGB geregelt. Stille Gesellschafter brauchen nicht am Verlust, müssen jedoch am Gewinn beteiligt werden (§ 231 HGB). Eine Rechtsformänderung ist durch den Eintritt stiller Gesellschafter nicht erforderlich; die bestehende Rechtsform bildet mit dem stillen Gesellschafter eine Innengesellschaft, die nicht nach außen in Erscheinung tritt. Eine stille Gesellschaft kann nur dann als Eigenkapital ausgewiesen werden, wenn sie auch an Verlusten beteiligt wird; eine bloße Gewinnbeteiligung führt zur Passivierung als Fremdkapital. Die stille Gesellschaft bedarf bei der Aktiengesellschaft der Zustimmung der Hauptversammlung. Die verlustbeteiligte Einlage des stillen Gesellschafters geht in das Vermögen des Unternehmens über (§ 230 Abs. 2 HGB).

## International

### Schweiz
Auch in der Schweiz gibt es spezielle Regelungen, die die Art und Weise sowie den Umfang von Kapitalerhöhungen definieren. Diese finden sich hauptsächlich in den Artikeln 650 bis 653i des Schweizer Obligationsrechts, teilweise sind jedoch auch weitere Bestimmungen wie das Bankengesetz anwendbar. Gemäß Obligationenrecht gibt es drei Varianten der Kapitalerhöhung, die ordentliche, die genehmigte und die bedingte Kapitalerhöhung.
Ordentliche und genehmigte Kapitalerhöhung
Die ordentliche Kapitalerhöhung wird von der Generalversammlung beschlossen. Der Verwaltungsrat ist verpflichtet, diese binnen drei Monaten durchzuführen und im Handelsregister einzutragen. Wird die beschlossene Kapitalerhöhung in dieser Zeit nicht durchgeführt oder nicht im Handelsregister eingetragen, so verfällt der Beschluss.
Die genehmigte Kapitalerhöhung erlaubt eine Flexibilisierung der Erhöhung des Eigenkapitals. Namentlich wird der Verwaltungsrat durch die Generalversammlung ermächtigt, selbständig das Eigenkapital um einen bestimmten Betrag zu erhöhen. Wird die Erhöhung nicht binnen zwei Jahren vorgenommen, so verfällt der Beschluss. Darüber hinaus darf das genehmigte Kapital maximal 50 % des bestehenden Aktienkapitals ausmachen.
Beide Formen der Kapitalerhöhung unterstehen gewissen gemeinsamen Vorschriften, die namentlich insbesondere die Liberierung sowie das Bezugsrecht der bestehenden Aktionäre regelt.
Bedingte Kapitalerhöhung
Bei der bedingten Kapitalerhöhung schließlich begibt die Gesellschaft Wandelanleihen, also Obligationen die entweder auf Wunsch einer Partei (freiwillige Wandelanleihe) oder an einem bestimmten Datum (Pflicht- oder Zwangswandelanleihe) in Eigenkapital umgewandelt werden. Die bedingte Kapitalerhöhung muss wie die beiden anderen Formen von der Generalversammlung beschlossen werden. Wie bei der genehmigten Kapitalerhöhung ist zudem die Höhe auf 50 % des bestehenden Aktienkapitals beschränkt.
Sonderinstrumente für Banken
Neben den allgemeinen Möglichkeiten der Kapitalerhöhung nach OR gibt es seit der Revision des Bankengesetzes (BankG) und Umsetzung der sogenannten «Too-big-to-fail»-Vorlage am 1. März 2012 zusätzliche Möglichkeiten der Kapitalerhöhung für Banken sowie hauptsächlich finanzgeprägte Gruppen gemäß Art. 11–13 des Bankengesetzes. Namentlich handelt es sich hier einerseits um die Schaffung von zusätzlichem Wandlungskapital durch die Begebung von Coco-Anleihen oder Buffer Notes sowie andererseits um die Schaffung von sogenanntem Vorratskapital, einer Sonderform der bedingten Kapitalerhöhung, die aber keiner gesetzlichen Beschränkung in Höhe und Zeit unterliegt.

### Österreich
In Österreich gibt es vergleichbare Formen der Kapitalerhöhung wie in Deutschland. Rechtsgrundlagen sind insbesondere § 149 AktG, weitere Regelungen befassen sich unter anderem mit Kapitalerhöhung durch Sacheinlagen (§ 150 AktG), Zeichnung (§ 152 AktG), Bezugsrecht (§ 153 AktG), bedingte Kapitalerhöhung (§ 159) AktG oder genehmigtes Kapital (§ 169 AktG).